# 湯河原みかん

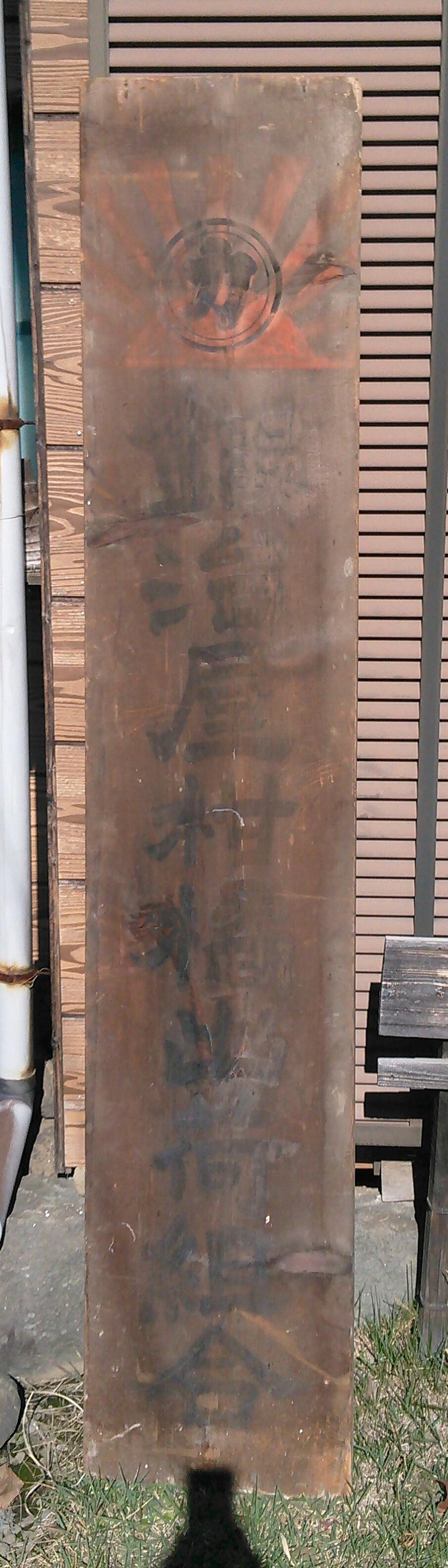
鍛冶屋柑橘出荷組合看板　常盤氏蔵

湯河原みかん（ゆがわらみかん）は、神奈川県足柄下郡湯河原町を産地とする柑橘類の総称。
例外として湯河原町門川地区並びに宮下地区に住居を構える農家のみかん畑が隣接する静岡県熱海市泉地区に有るが、所属する生産者の農協などが湯河原になる為、この地で栽培された柑橘も湯河原みかんとして扱われている。
温暖で温泉地でもある湯河原は柑橘の産地でもあり消費地としても盛んな為、一年中小売できるように一つの畑で数十品種を栽培している農家も多い。

## 種類

### 温州みかん
- ハウスみかん（宮川早生：8月）
- 極早生（ごくわせ）みかん（宮本早生：10月）
- 早生（わせ）みかん（宮川早生：10～12月）
- 中生（なかて）みかん（藤中温州・長橋温州：11～12月）
- 晩生（おくて）みかん（大津四号：12～1月、青島温州：12～3月、寿太郎温州：2～3月）

### 雑柑（温州みかん以外の柑橘類）
- 糀みかん（12月）
- ポン柑（太田ポン柑：12～1月、ポン柑（在来種）：2～3月）
- スウィートスプリング（12～1月）
- はるみ（2月）
- ネーブルオレンジ（2～3月）
- 文旦（獅子柚（ししゆず）：11月、晩白柚（ばんぺいゆ）：2月、土佐文旦・大橘（おおたちばな）・水晶文旦・チャンドラポメロ：3月）
- 金柑（丸金柑・長実（ながみ）金柑・ぷちまる（種無し）：2～3月）
- はるか （2月）
- ミホコール（2月）
- 早香（はやか）（2月）
- 伊予柑（伊予柑（在来種）・宮内伊予柑・大谷伊予柑（ダイヤ柑）：2～3月）
- 三宝柑（3月）
- ノバ（3月）
- 八朔（3月）
- 西之香（にしのかおり）（3月）
- せとか（3月）
- 不知火（3～4月）
- 福原オレンジ（4月）
- トロビタオレンジ（4月）
- 清見タンゴール（3～4月）
- ゴールデンオレンジ（黄金柑）（3～4月）
- 湘南ゴールド（3～4月）
- 甘夏（紅甘夏・スルガエレガント：3～4月、川野ナツダイダイ（在来種）・ニューセブン（新甘夏）：4～6月）
- ニューサマーオレンジ（日向夏・土佐小夏）（紅色・黄色：4～6月）
- セミノール（ヤラハ）（5～6月）
- カラマンダリン（5月）
- バレンシアオレンジ（6～7月）
- 夏みかん（4～7月）

### その他（果皮や果汁を使う柑橘）
- スダチ（9月）
- カボス（10月）
- ライム（10月）
- レモン（11～5月）
- 獅子柚（11月）
- 柚子（12月）
- 花柚（はなゆず）（12月）
- 橙柑（ダイダイ）（菊代々・座代々：12～4月）

### 産地の篤農家
- 大津祐男　大津四号、師恩の恵の育成者であり、柑橘の高接ぎ法である大津式一挙更新腹接ぎ法の開発者である。